# Wirt County
Wirt County är ett administrativt område i delstaten West Virginia, USA. År 2010 hade countyt  5 717 invånare. Den administrativa huvudorten (county seat) är Elizabeth. 

## Geografi
Enligt United States Census Bureau har countyt en total area på 608 km². 603 km² av den arean är land och 5 km² är vatten. 

### Angränsande countyn
- Wood County, West Virginia - nordväst
- Ritchie County, West Virginia  - nordost
- Calhoun County, West Virginia  - sydost
- Roane County, West Virginia  - syd
- Jackson County, West Virginia  - sydväst